# K'aa'snaikot-kaiyaah
K'aa'snaikot-kaiyaah (Kasnaikot-kaiya), banda pravih Kekawaka Indijanaca s istočne obale Eel Rivera u Kaliforniji, poznato Wailakima pod imenom Kasnaikotkaiya ili  'arrow creek people' . 
S Wailakima nisu bili u dobrim odnosima, i priključuju se bijelcima u ratu i istrebljenu tog plemena. Dobre odnose, kaže Goddard, imali su s plemenom iLkodANkaiya s kojima su se ženili, i išli u njihovu zemlju zbog  'žetve'  žira i drugih plodova, kada bi kod njih došlo do oskudice. 